# Мерон, Теодор
Теодор Мерон (англ. Theodor Meron, род. 28 апреля 1930, Калиш, Польша) — американский и международный юрист, судья, дипломат польско-еврейского происхождения. Председатель Международного трибунала по бывшей Югославии (март 2003 — ноябрь 2005 и 17.11.2011 — 23.12.2017), председатель Международного остаточного механизма для уголовных трибуналов (01.03.2012 — 18.01.2019).

## Биография
Родился 28 апреля 1930 в Калише, Польше, в еврейской семье.
Окончил Еврейский университет в Иерусалиме, позднее также получил образование в Гарвардской школе права и Кембриджском университете.
Занимал должность юрисконсульта МИД Израиля.
В 1978 году иммигрировал в Соединенные Штаты Америки.
В 1990 году был официальным членом делегации США на конференции ОБСЕ по человеческим измерениям в Копенгагене.

### Роль в создании МУС
Теодор Мерон сыграл значительную роль в учреждении Международного уголовного суда, в 1998 году он присутствовал на делегации от США. Позднее участвовал в подготовительной миссии по созданию МУС.

#### Судья МТБЮ
В марте 2001 года был назначен апелляционным судьей Международного трибунала по бывшей Югославии. Через 2 года, в марте 2003 года стал председателем данного суда, занимая должность до ноября 2005 года.
19 октября 2011 был повторно избран председателем МТБЮ, его вступление в должность состоялось 17 ноября того же года. Занимал пост президента трибунала, вплоть до его упразднения в конце 2017 года.
Помимо МТБЮ, Мерон был также апелляционным судьей Международного трибунала по Руанде.

#### Международный остаточный механизм
В декабре 2010 Совет Безопасности ООН учредил Международный остаточный механизм для уголовных трибуналов, для уголовного преследования обвиняемых трибуналов по Югославии и Руанде, после окончания их полномочий. 
1 марта 2012 вступил в должность судьи, а также первого председателя судьи механизма. Занимал должность до 18 января 2019 года, был сменен Кармелом Агиусом.
По состоянию на июнь 2024 года продолжает занимать должность судьи МОМУТ.

## Преподавательская деятельность
В 1991-1995 годах был профессором международного права в Высшем институте международных исследований и исследований развития в Женеве. 
Также занимался преподаванием права в Гарвардском и Кембриджском университетах.
С 2014 года преподает международное уголовное право в Оксфордском университете.

## Лекции
Reflections on the Prosecution of War Crimes by International Tribunals: A Historical Perspective in the Lecture Series of the United Nations Audiovisual Library of International Law